# Caspar Hirschi
Caspar Hirschi (ur. 1975) – szwajcarski historyk, profesor. W latach 2007–2010 Research Fellow na Clare Hall College, University of Cambridge. Od 2012 wykładowca historii powszechnej na Uniwersytecie w St. Gallen.

## Książki
- Wettkampf der Nationen. Konstruktionen einer deutschen Ehrgemeinschaft an der Wende vom Mittelalter zur Neuzeit. Wallstein, Göttingen 2005, ISBN 3-89244-936-8.
- The Origins of Nationalism: An Alternative History from Ancient Rome to Early Modern Germany. Cambridge University Press, Cambridge 2012, ISBN 978-0-521-76411-7.